# Plantu
Jean Plantureux (nacido el 23 de marzo de 1951, París), con el nombre profesional de Plantu, es un dibujante francés especializado en sátira política. Su trabajo ha aparecido regularmente en el periódico francés Le Monde desde 1972.

## Estudios
Jean Plantureux recibió su bachillerato del Lycée Henri-IV en 1969. Aunque inicialmente tenía la intención de seguir los estudios de medicina, pronto abandonó esto y se mudó a Bruselas, donde se matriculó en cursos de dibujo en la École Saint-Luc.

## Carrera profesional temprana
Plantu volvió a París e intentó vender sus caricaturas a los diarios franceses. Fue contratado por Bernard Lauzanne de Le Monde y su primera caricatura, sobre la guerra de Vietnam, se publicó el 1 de octubre de 1972. En 1974, Claude Julien, entonces director de Le Monde Diplomatique, también comenzó a publicar los dibujos de Plantu.
En 1980 Plantu comenzó a trabajar con Le Journal Phosphore, relación que continuaría hasta 1986. En 1982, André Laurens y Claude Lamotte, respectivamente director y redactor jefe de Le Monde, le pidieron que comenzara a dibujar viñetas para la edición dominical del periódico. En septiembre de 1987, Plantu apareció en el programa de televisión Droit de Réponse, con Michel Polac, en TF1.
En 1985, el director de Le Monde, André Fontaine, comenzó a publicar diariamente las caricaturas de Plantu, diciendo que esto devolvería la sátira política a su antiguo estatus como tradición francesa.

## 1985-1995
En 1988, Plantu recibió el premio Mumm por su caricatura Gordji chez le juge, seguido de un prix de l'humour noir en 1989. En 1991, Plantu comenzó a publicar un cómic en el semanario L'Express, que le asignaba toda su tercera página cada semana.
En 1991, Plantu conoció a Yasir Arafat durante una proyección de sus dibujos animados en Túnez. A Arafat le gustaron tanto las caricaturas que dibujó una estrella de David en una de ellas, la coloreó y la firmó. Al año siguiente, Plantu viajó a Israel y conoció a Shimon Peres, a quien convenció para que también firmara la caricatura. Esta fue la primera vez que las firmas tanto de la Organización para la Liberación de Palestina como del gobierno israelí se colocaron en el mismo documento.

## 1995-2000
Le Monde cambió su metodología en 1995, lo que provocó que Plantu perdiera el control sobre el tema de sus viñetas. En 1996, tuvo una muestra de sus caricaturas y esculturas en la Corte de Casación en París. Más tarde ese año recibió el Gat Perich español (Premio Internacional de Caricatura). Algunos de sus dibujos y esculturas fueron subastados en el Hôtel Drouot de París, y recibió exposición en Argentina a través de la Alianza Francesa de Buenos Aires.
En 1997 Plantu abrió una galería en Jartum, Sudán. En Budapest, el presidente de Hungría, Árpád Göncz, inauguró una exposición de Plantu y Gabor Papai. También abrió una nueva galería en el Centro de Artes Francesas de la Ciudad de México. Finalmente, una colección de su obra fue exhibida en el CRAC en Valence, Francia.
En 1998, el servicio postal francés produjo un sello por valor de tres francos franceses, y las ganancias se dedicaron a Médicos Sin Fronteras. Se produjeron un total de 8,5 millones de sellos. Para celebrar el 50 aniversario de la Declaración Universal de los Derechos Humanos, la UNESCO publicó varias colecciones extranjeras ilustradas por Plantu. Sus dibujos fueron traducidos al chino, japonés, ucraniano y otros idiomas. Ese mismo año abrió una galería en el Instituto Francés de Puerto Príncipe, Haití.
En 1999, Plantu abrió una galería en la Universidad de Colombo, Sri Lanka. Algunos de sus dibujos fueron expuestos en Irán en el Museo de Arte Contemporáneo de Teherán; en el Hotel de Rohan; en el Museo Jean-Jaurès de Castres; y en el Centro de Artes Francesas de Singapur. .
En septiembre del 2000 surgió una controversia sobre la distribución de un dibujo de Plantu que mostraba a Jacques Chirac copulando con una Marianne dormida. Se inauguró una exposición de Plantu y Daumier escrita por el curador Cyril Dumas en el Museo de Yves Brayer les Baux de Provence. La exposición describió rasgos compartidos por ambos caricaturistas. Otra instalación se inauguró ese año en el Centro de Artes Francesas en Yaundé, Camerún.

## 2001-presente
El arte de Plantu se presentó en el Festival de la Caricatura en Ankara en 2001. En 2002, se reunió con el Secretario General de las Naciones Unidas, Kofi Annan, para discutir una próxima conferencia internacional de caricaturistas de noticias en París. Rémi Pézerat publicó una tesis titulada La signification politique des dessins de Plantu (1972-2000). Plantu celebró la publicación de su viñeta número 15 000 y su trigésimo aniversario con Le Monde, y lanzó su propio sitio web.
En 2003 se inauguró una exposición de sus dibujos en el Museo Carnavalet. Hacia finales de año se inauguró otra exhibición en la Biblioteca de Alejandría en Egipto, así como una exhibición callejera en Angers, Francia.
En 2004, sus dibujos se mostraron a la Asamblea Nacional de Francia en febrero, y su libro número 40, Ils pourraient dire merci! fue publicado.
El 3 de febrero de 2006 respondió a la controversia de las caricaturas de Mahoma en el periódico Jyllands-Posten publicando un dibujo en la primera página de Le Monde que representa a Mahoma a partir de copias de la oración «No puedo dibujar a Mahoma».
En 2009, se produjo otra controversia cuando el grupo America Needs Fatima lanzó una gran campaña de correo electrónico contra Plantu debido a un dibujo de Jesús distribuyendo condones, en lugar de hogazas de pan, a los pobres de África.
En 2015, su caricatura, que muestra a un soldado de las FDI disparando su arma contra civiles palestinos, junto con un estereotipo de judío religioso, provocó un grave escándalo y emociones en una acusación de 'difamación de sangre' contra los judíos israelíes.[cita requerida]